# Нижегородская (станция метро)
«Нижегоро́дская» — кросс-платформенная станция Московского метрополитена на Большой кольцевой и Некрасовской линиях, для последней является западной тупиковой конечной. Связана пересадкой с одноимённой станцией на Московском центральном кольце. Расположена в Нижегородском районе (ЮВАО), названа по одноимённой улице. Открытие станции на Некрасовской линии состоялось 27 марта 2020 года в составе участка «Косино» — «Лефортово», а на Большой кольцевой открытие состоялось 20 февраля 2023 года в составе участка «Электрозаводская» — «Нижегородская» (станции «Электрозаводская», «Лефортово» и «Авиамоторная» переданы в состав Большой кольцевой линии). На базе станции создан крупный транспортно-пересадочный узел «Нижегородская».

## Строительство
На раннем этапе проектирования в интерьере станции планировалось отразить архитектуру Нижнего Новгорода и мотивы традиционных для региона народных промыслов.

### Организационная структура
Заказчиком строительства станции выступил ГУП «Московский метрополитен». Генеральный проектировщик и генеральный подрядчик по строительству станции и всей Большой кольцевой линии метро — АО «Мосинжпроект». Проектирование участка, включающего 4 станции, начиная с «Нижегородской», в сторону области, осуществляла компания «Бустрен». Частично строительством туннелей занималась компания «СКМост» Руслана Байсарова с помощью щита Herrenknecht S-517 (10690) «Виктория», а сама станция выполнена ООО «МИП-Строй № 1».

### Ход работ
Проектирование началось в 2013 году. Подготовка к строительству началась возле торгового центра «Город» на Рязанском проспекте. В 2014 году была огорожена стройплощадка станции и повешен щит со сдачей станции в 2016 году, проектирование линии метро было поручено испанской компании «Bustren». Позже (в связи с ещё не завершившимся проектированием станции и не начатыми строительными работами на огороженной стройплощадке) открытие станции, как и всей линии, перенесли на 2018 год.
По состоянию на август 2017 года установлены несущие сваи-колонны, завершена стена в грунте, идёт устройство монолитных ограждающих конструкций. Строительство станции ведётся по технологии «top-down».
- 4 сентября 2018 года. Завершена проходка левого перегонного тоннеля от «Авиамоторной» до «Нижегородской»[17].
- 14 сентября 2018 года. Завершена проходка правого перегонного тоннеля от «Авиамоторной» до «Нижегородской»[18].
- 10 января 2019 года. Началось строительство левого перегонного тоннеля соединительной ветки от переходной камеры станции метро «Нижегородская» в одноимённое депо, предназначенное для обслуживания поездов Большой кольцевой линии[19].
- 13 июня 2019 года. Завершилась проходка правого перегонного тоннеля между станциями «Нижегородская» и «Авиамоторная»[20].
- 16 июля 2019 года. Завершена проходка двухпутного перегонного тоннеля от станции «Стахановская» до «Нижегородской»[21].
- 19 декабря 2019 года — пройдена проверка станции и прилегающих тоннелей на габарит[22].
- 2 января 2020 года — технический пуск участка от станции «Косино» до станции «Лефортово»[23].

| - Строительство станции, август 2016 года - Строительная площадка в декабре 2018 года - Строительство станции, октябрь 2019 года - Строительство станции, октябрь 2019 года |

- 27 марта 2020 года — открыта для пассажиров (Некрасовская линия).
- 10 августа 2022 года мэр Москвы Сергей Собянин утвердил название станции «Нижегородская» (Большая кольцевая линия)[24].
- 17 февраля 2023 года — «Нижегородская» стала конечной станцией Некрасовской линии, а участок «Нижегородская» — «Электрозаводская» закрыт с 17 по 19 февраля 2023 с целью подключения участка Некрасовской линии от «Электрозаводской» до «Нижегородской» к Большой кольцевой линии[25].
- 20 февраля 2023 года — по 1 марта 2023 конечная участка БКЛ.

## Архитектура и оформление
«Нижегородская» входит в одноимённый ТПУ, архитектурой всего комплекса занималось ООО «Архитектурное бюро Тимура Башкаева», именно под их контролем непосредственно проект и интерьеры здания станции разрабатывала компания «Ленметрогипротранс». Дизайн был утверждён Комитетом по архитектуре и градостроительству города Москвы. Проект благоустройства территории перед входом на станцию осуществила компания Arteza. Перед входом установлен памятник, посвящённый метрополитену Москвы, авторства ООО «АБТБ», изготовитель — компания «Албирис».
Колонная пятипролётная станция мелкого заложения, является самой широкой одноуровневой станцией в России. Общая планировка конструкции станции напоминает станцию нижегородского метро «Московская», однако отличается от неё большей шириной платформ и колонн, меньшим числом межколонных проёмов и наличием накопительной площадки над платформами, тогда как в Нижнем Новгороде переход между платформами осуществляется через мостик в станционном зале. Два центральных пути используются поездами Некрасовской линии, а два крайних — поездами Большой кольцевой линии.
Оформление содержит отсылки к конструктору «LEGO»: станция украшена большими разноцветными элементами отделки, складывающимися в простые формы. В отделке станции используются металлокерамические и керамогранитные панели жёлтого, оранжевого, зелёного и голубого цветов, а также серый крупноформатный керамогранит, имитирующий бетон. Цветные панели визуально разделяют станцию на несколько зон разных цветов, что по задумке проектировщиков должно послужить пассажирам навигационной системой. Потолок отделан алюминиевыми панелями, стены и карнизы украшены современной графикой. Освещение станции комбинированное, состоящее из прямого и отражённого света. Стены переходов, вестибюлей и платформ облицованы керамогранитом и натуральным камнем. Пол станции покрыт шлифованным и полированным гранитом серых и коричневых оттенков.

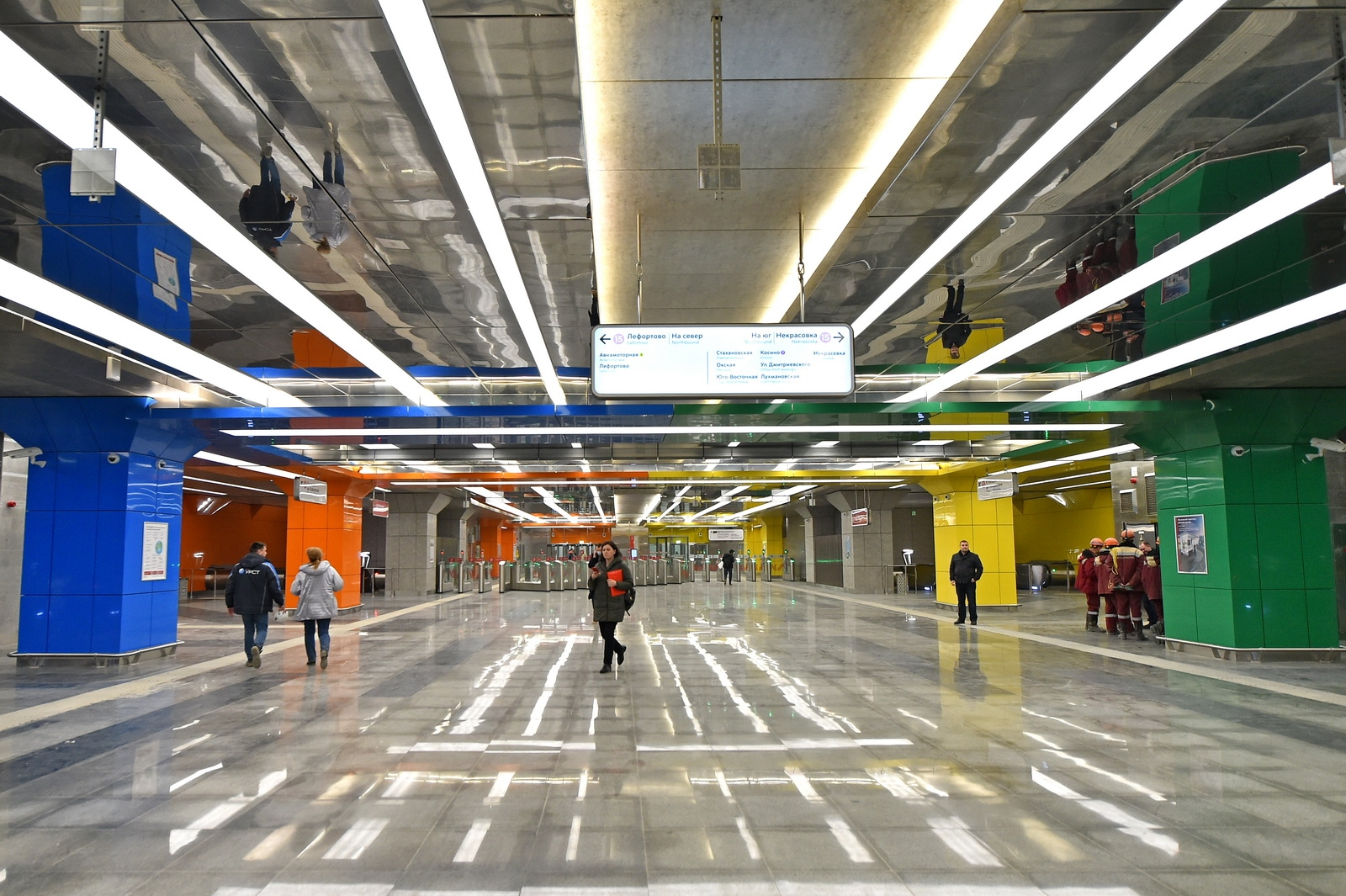
Распределительный зал перед турникетами, по бокам эскалаторы к платформам
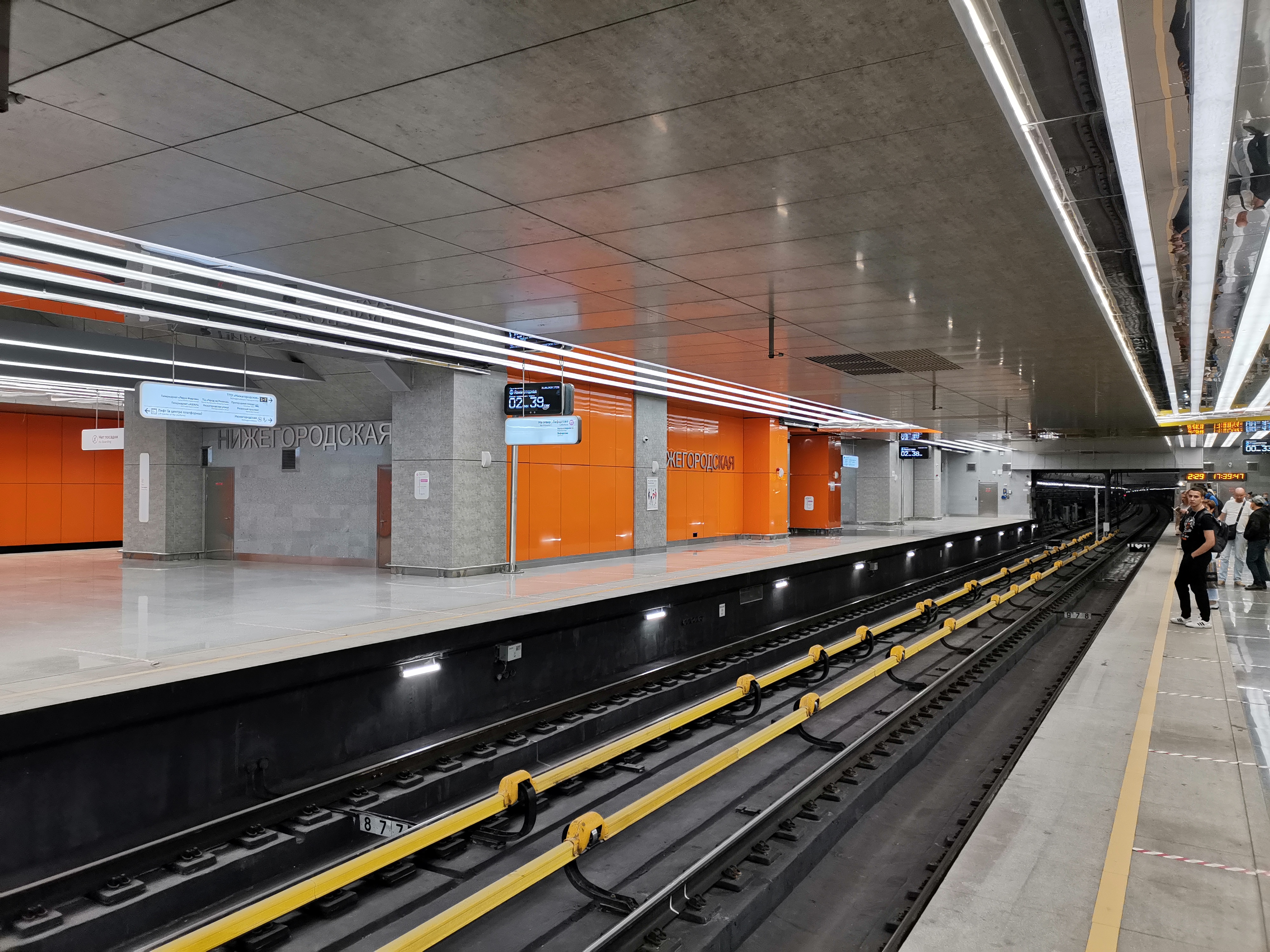
Вид на центральные пути Некрасовской линии
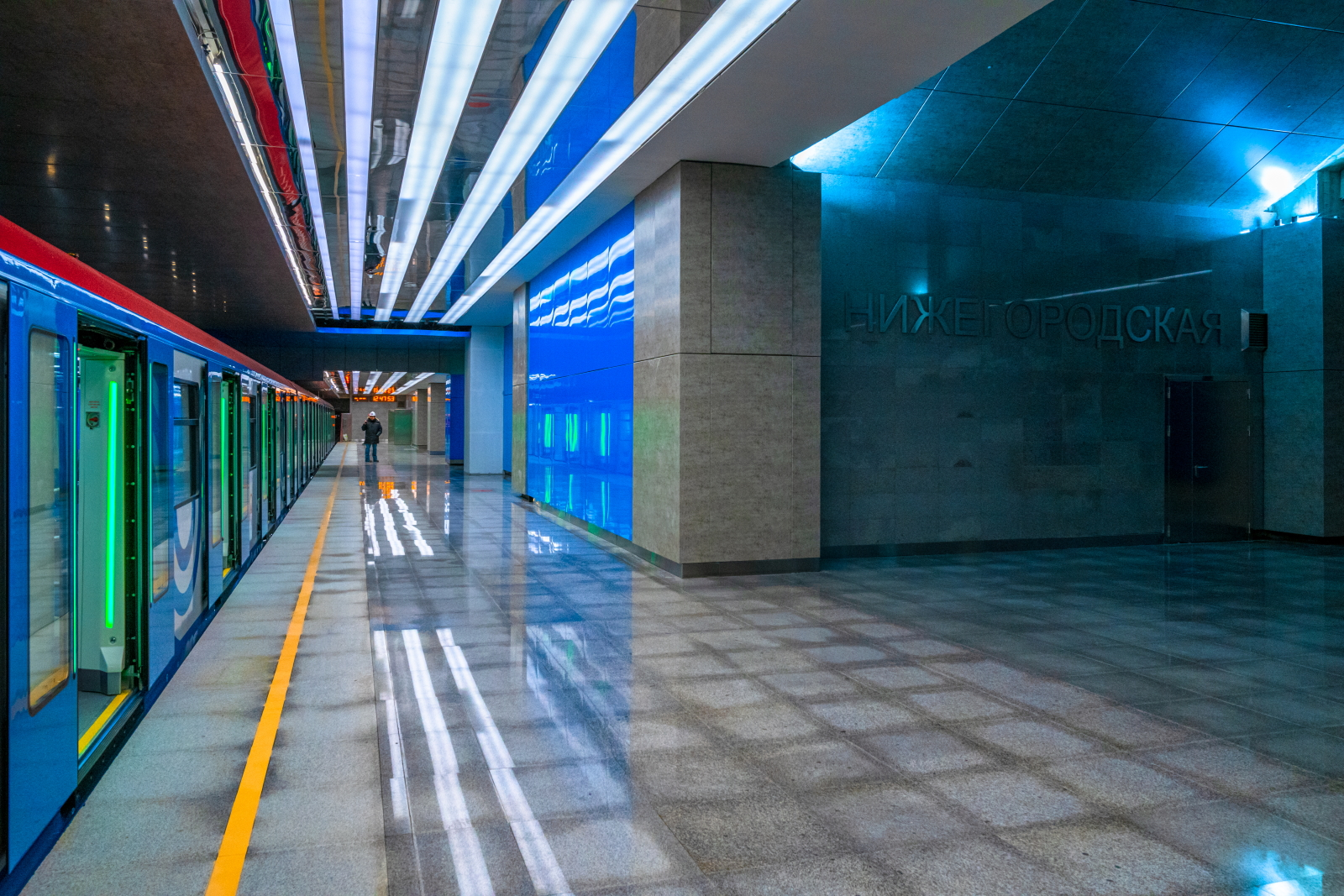
Платформа и поезд
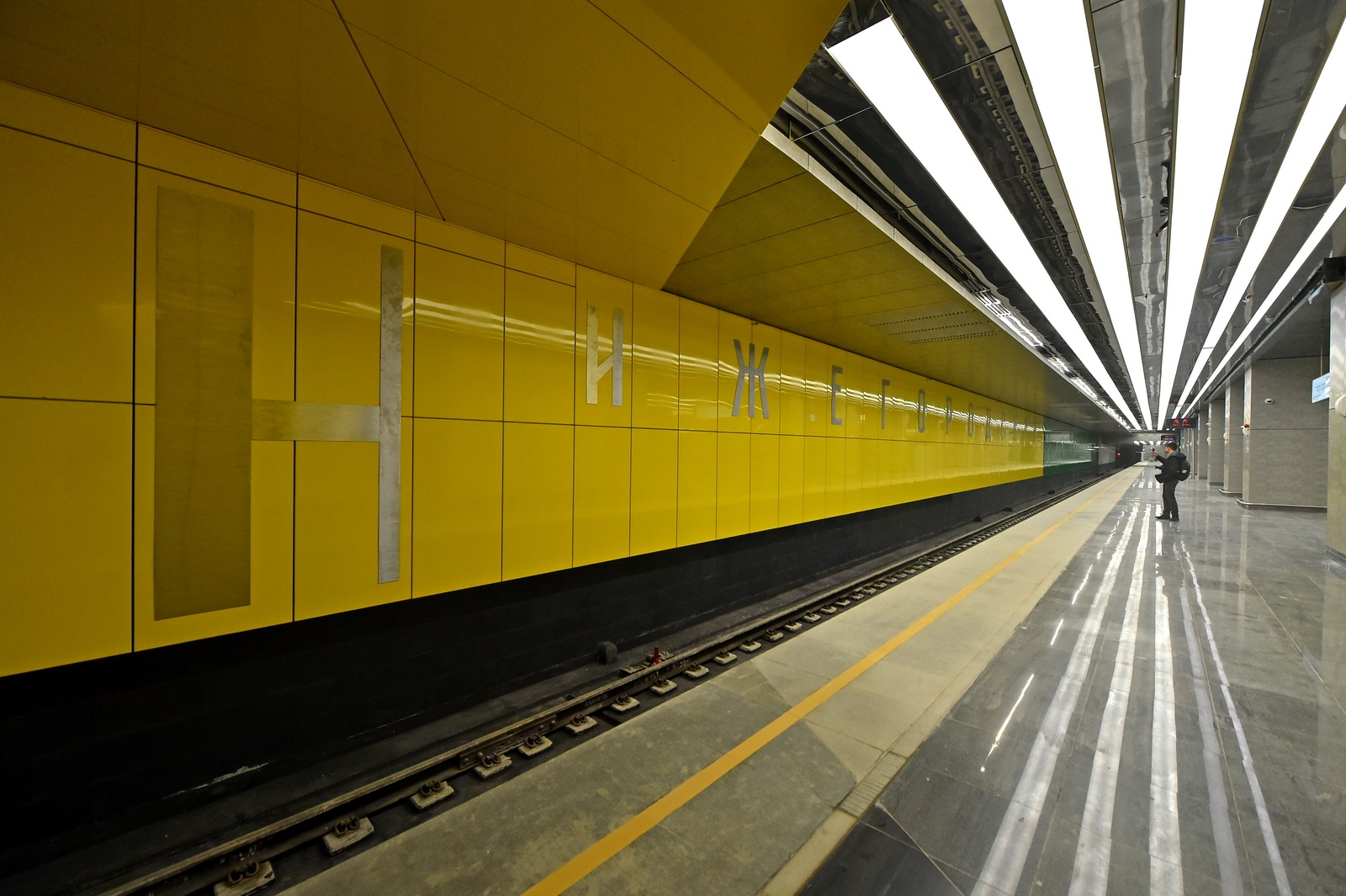
Путевая стена со стороны крайнего пути БКЛ

## Расположение и вестибюли
Станция расположена на Нижегородской улице недалеко от пересечения путей Малого кольца Московской железной дороги и Горьковского направления МЖД. Планируется организация транспортно-пересадочного узла «Нижегородская», который станет крупнейшим в Москве.
Станция имеет два подземных вестибюля: юго-восточный с выходом в подуличный переход под Рязанским проспектом и северо-западный с выходами к платформе Нижегородская МЦК и платформе Нижегородская Горьковского направления. Вход в северо-западный подземный вестибюль расположен под платформой МЦК и осуществляется через два надземных вестибюля, оформленных в виде белых зданий с панорамным остеклением и наклонной крышей по бокам от эстакады Малого кольца МЖД, а также через объединённое здание ТПУ. Станция оснащена 12 эскалаторами и пятью лифтами для маломобильных граждан.

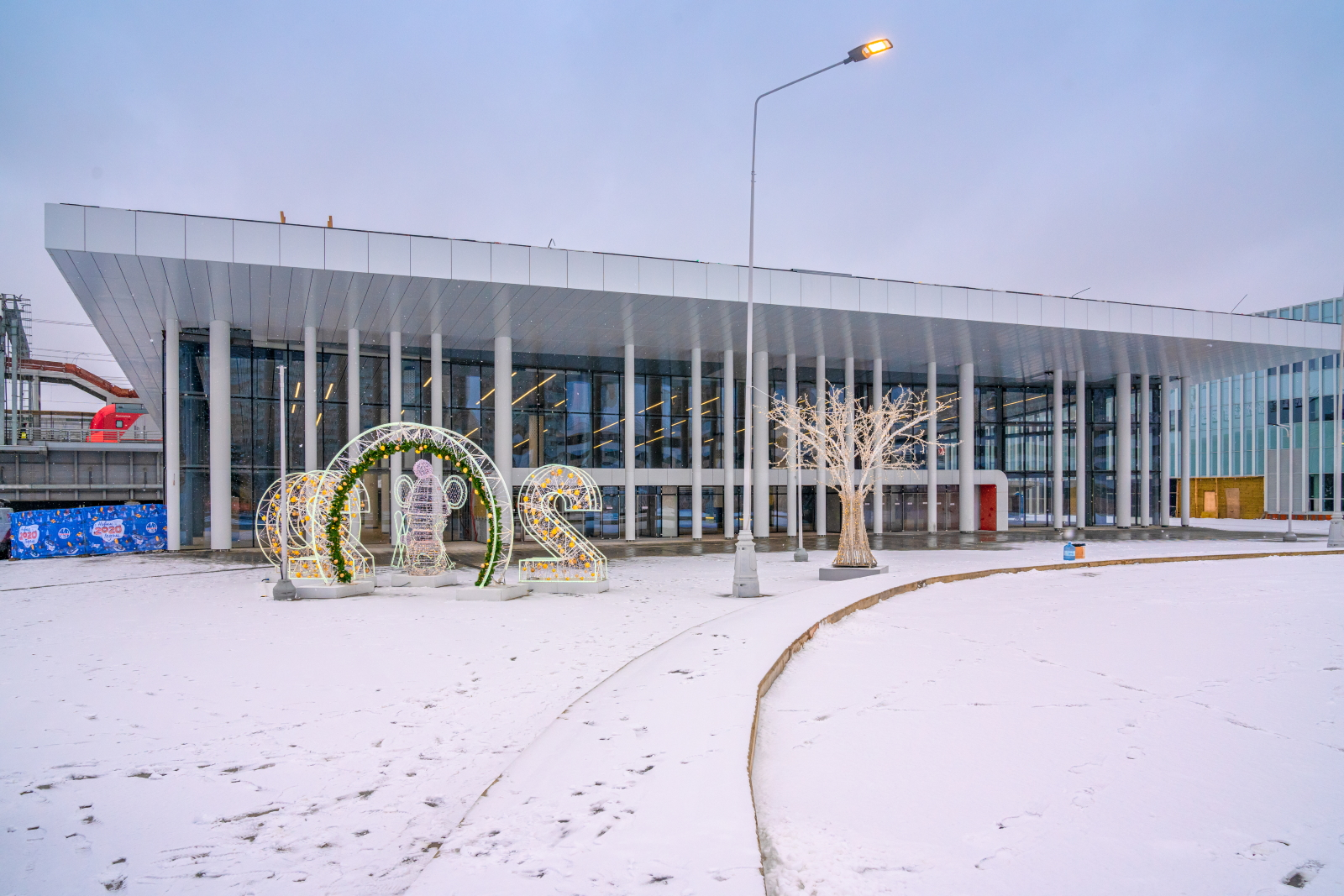
Наземный вестибюль перед платформой МЦК
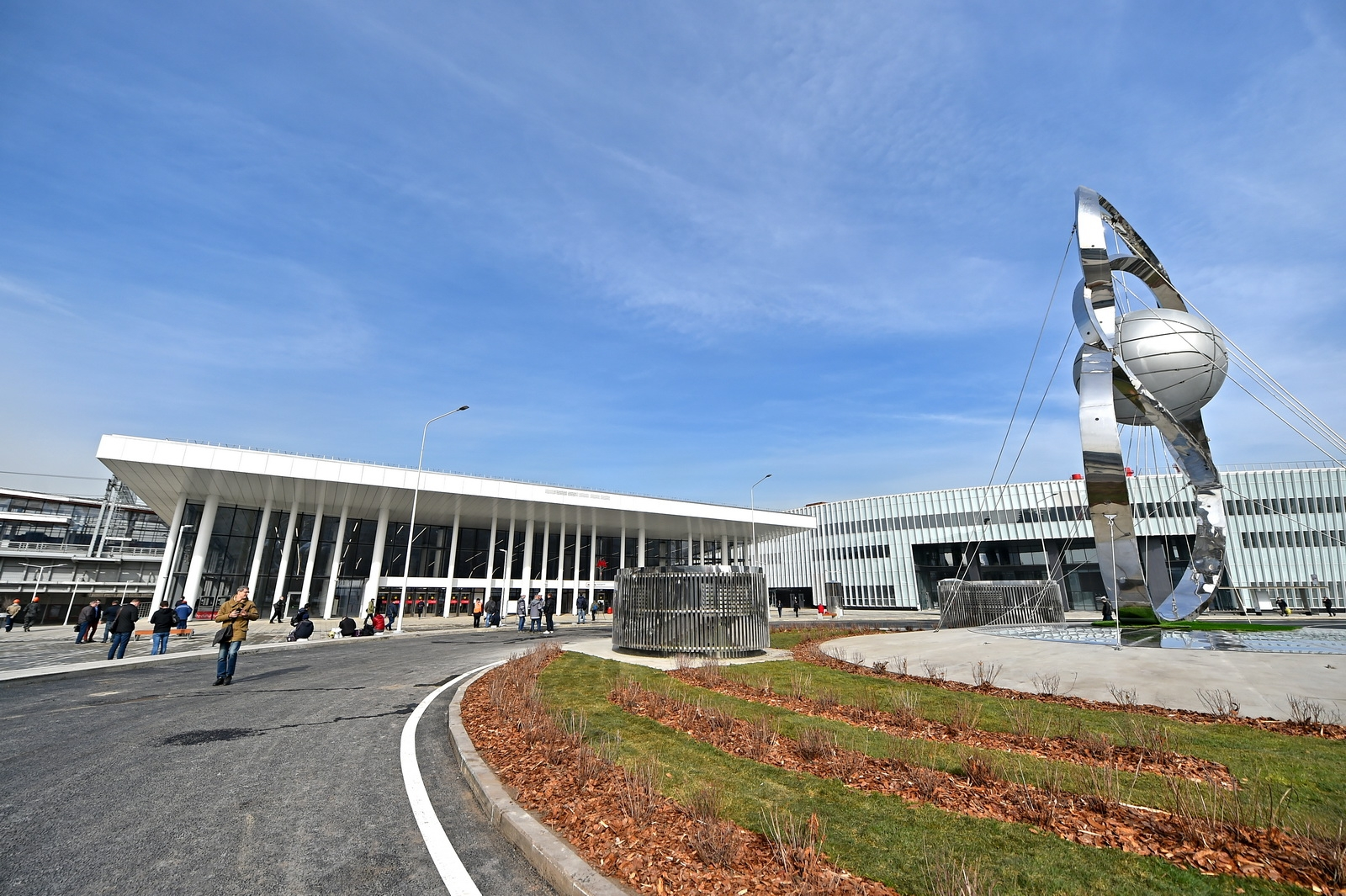
Наземный вестибюль (слева) и здание ТПУ «Нижегородская» (справа)
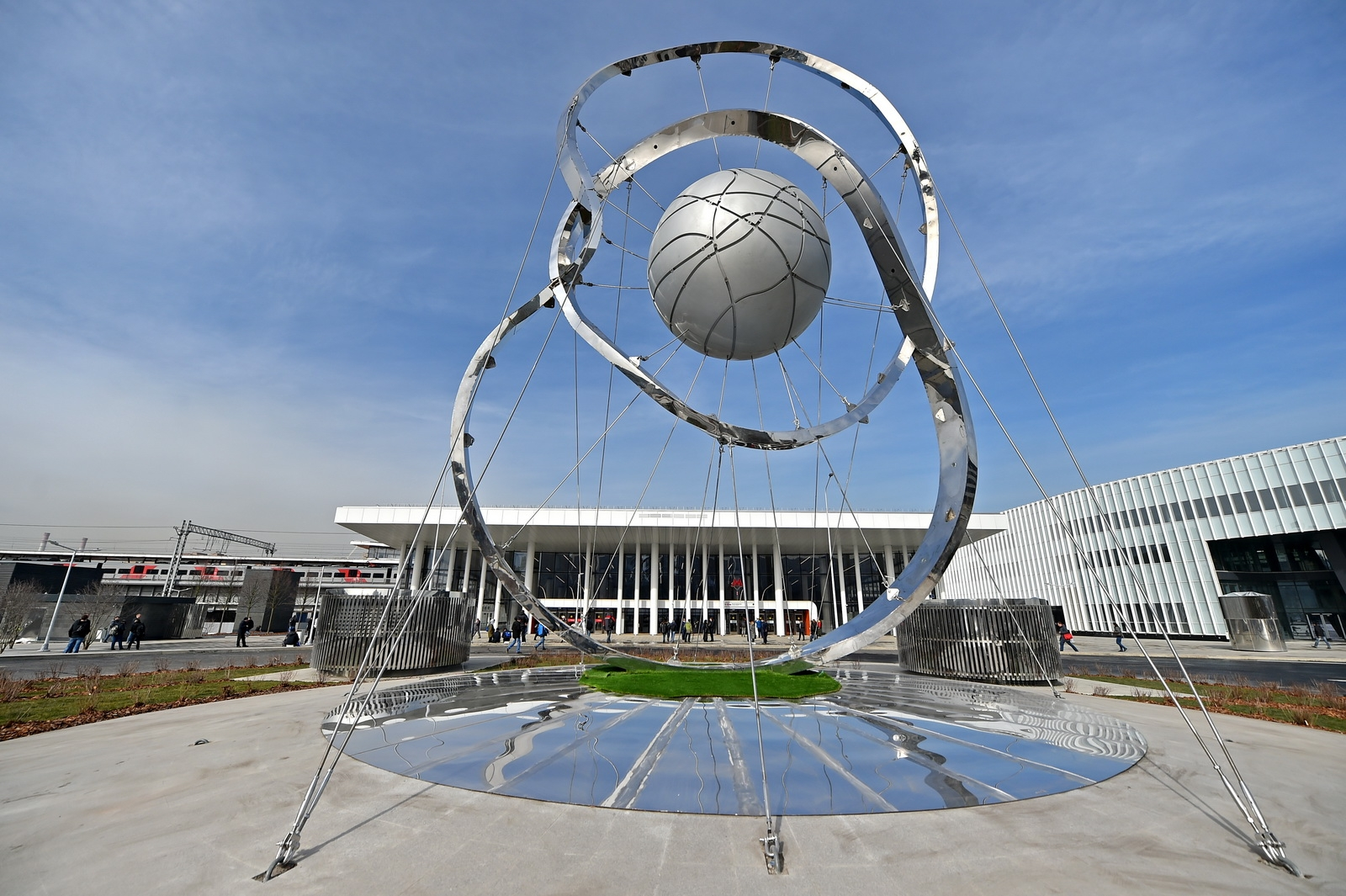
Стела «Московские кольца»[32] перед наземным вестибюлем
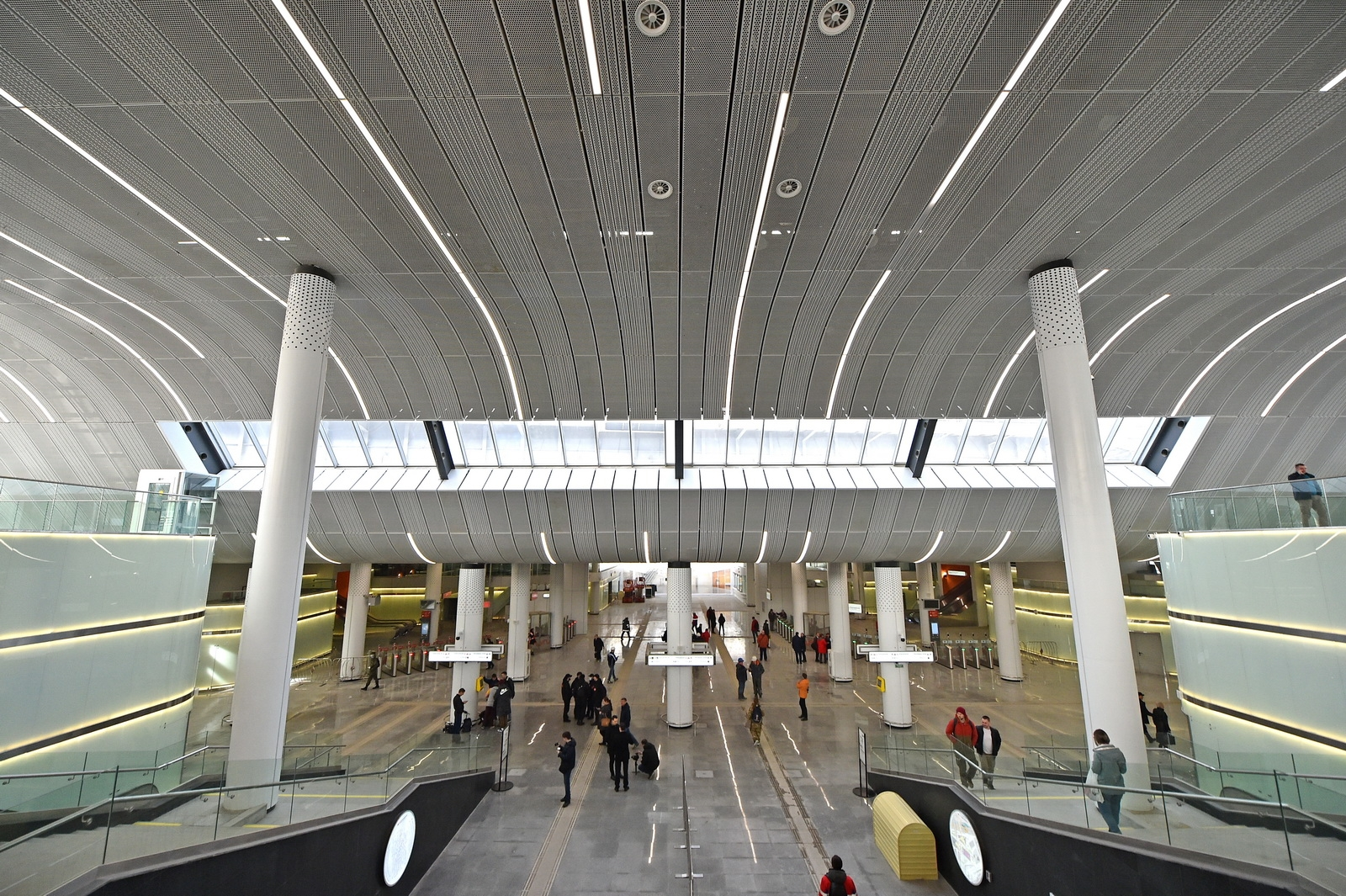
Спуск в совмещённый холл под платформой МЦК из наземного вестибюля
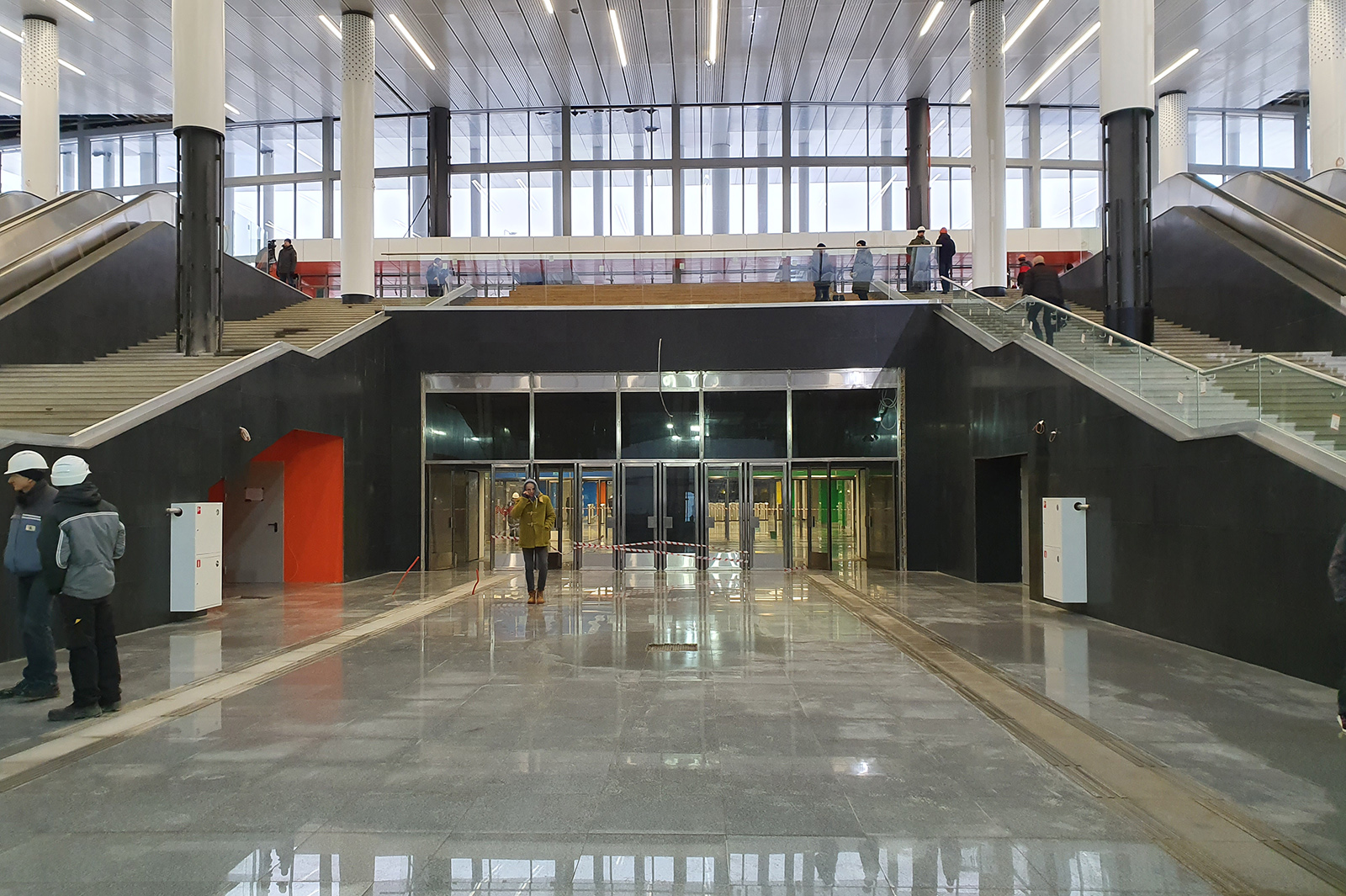
Вход на станцию метро из совмещённого холла
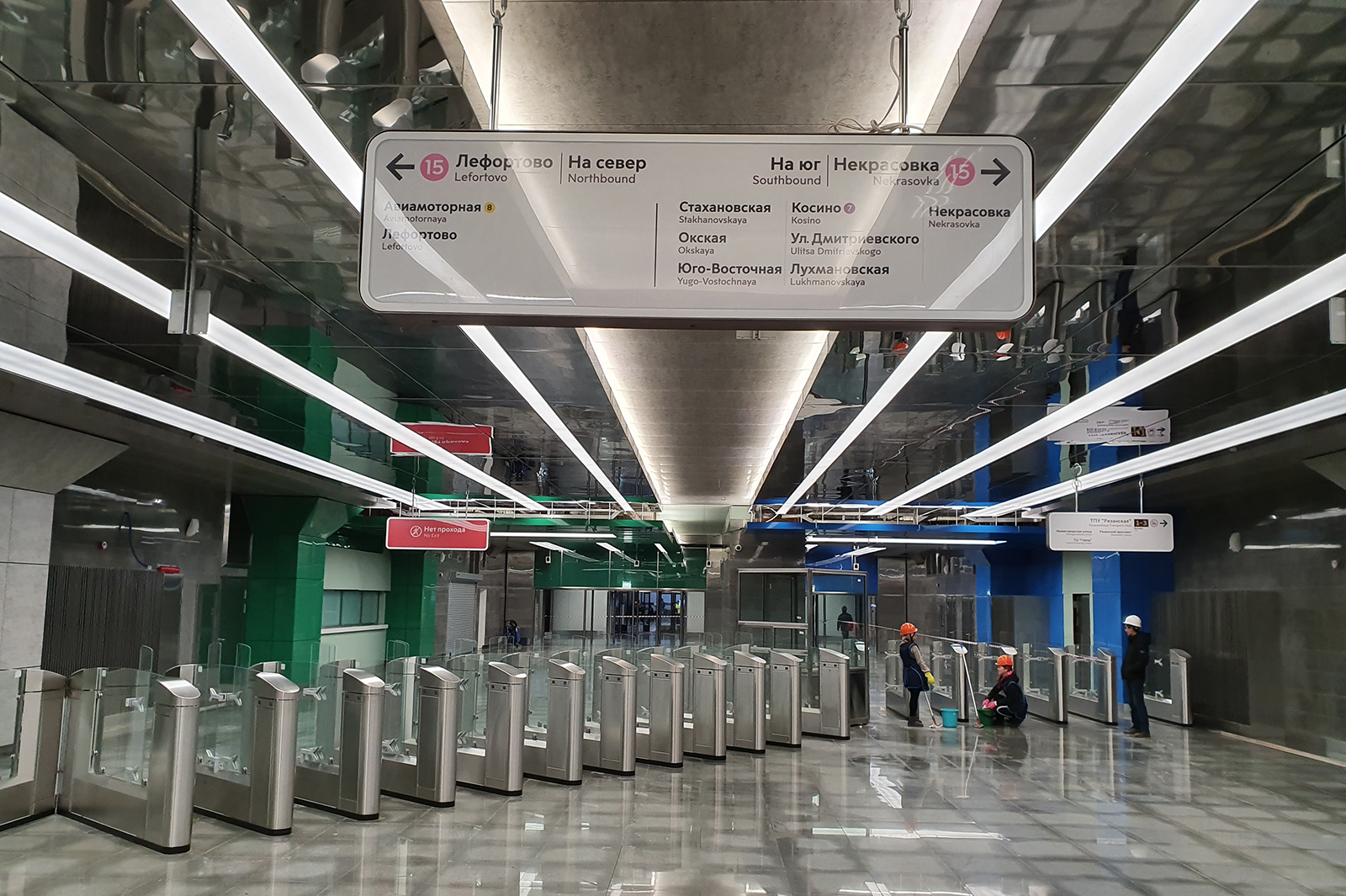
Турникеты при входе
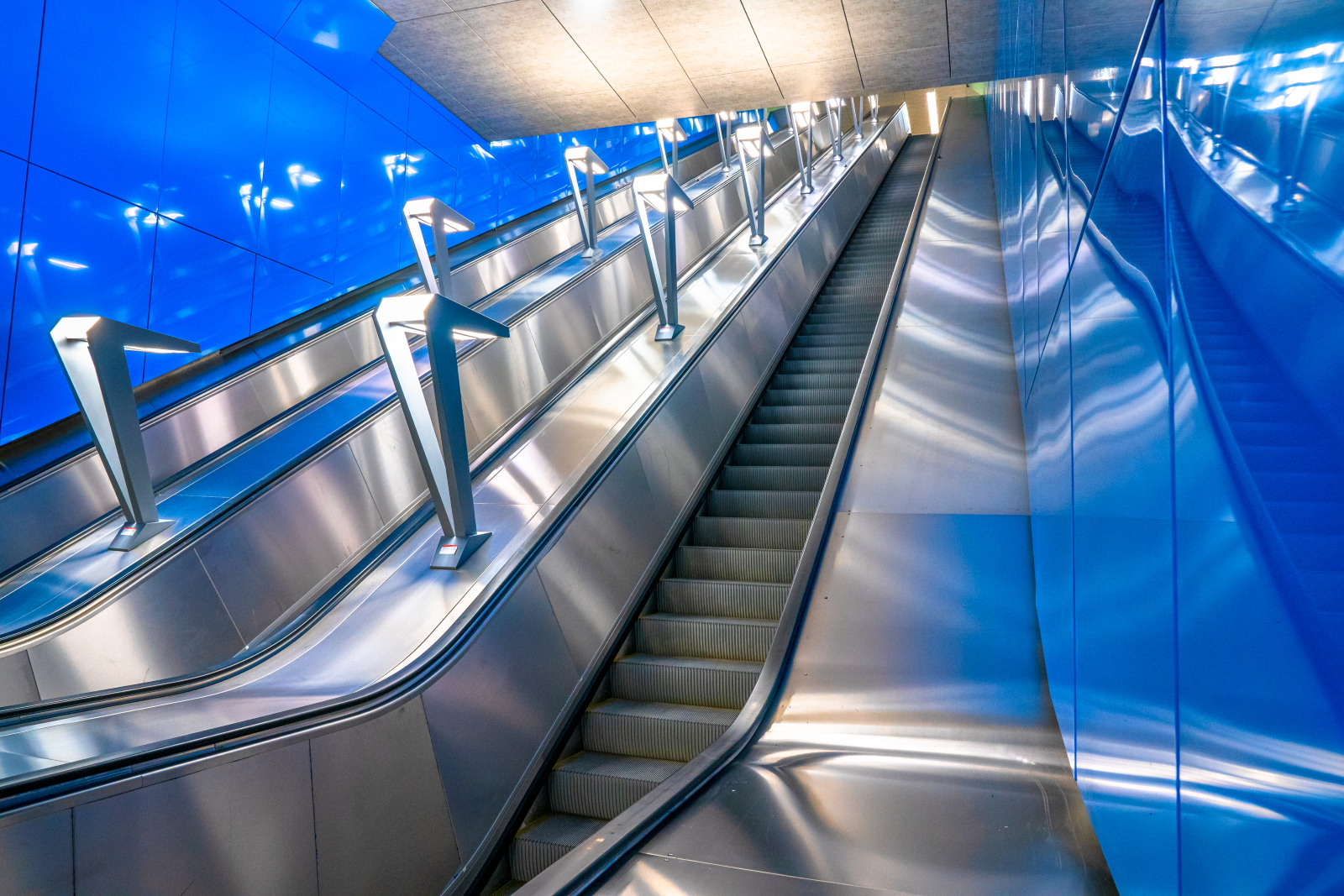
Эскалаторы между турникетным вестибюлем и платформой
Амфитеатр с лавками в вестибюле

## Путевое развитие
Перед станцией в сторону области предусмотрены съезды к новому депо «Нижегородское», которое обслуживает Большую кольцевую линию.
За станцией в сторону станции «Авиамоторная» предусмотрены съезды на Некрасовскую линию, а также однопутный оборотный тупик для оборота составов.

## Инциденты
29 декабря 2022 года очевидцы заметили на станции со стороны Большой кольцевой линии экстремальное сближение идущего в режиме испытаний поезда «Москва-2020» с пассажирским поездом «Москва». Как выяснилось после аварии на станции «Печатники», произошедшей 11 октября 2023 года, идущий на испытаниях поезд «Москва-2020» вёл с отключёнными устройствами АЛС-АРС, отвечающими за безопасность движения поездов, Николай Козлов, не имевший права доступа к управлению подвижным составом, ранее занимавший должность главного ревизора по безопасности движения. В дальнейшем ранее прекращённое дело против Николая Козлова было возобновлено.

## Наземный общественный транспорт
На этой станции можно пересесть на следующие маршруты городского пассажирского транспорта:
- Автобусы: м7, е70, 51, 279, 429, 624, с679, 695, 766, 805, т63, н7

## Перспективы
После 2022 года в восточном направлении от данной станции планировалось строительство новой радиальной линии, конечная станция которой будет находиться на территории города Балашиха. В зависимости от трассировки линии по территории Москвы (через Гольяново или через Перово), гипотетическая линия может прийти в северную или южную часть Балашихи. Для упрощения возможности будущего строительства этой линии при строительстве Большой кольцевой линии обустроили задел в виде камеры съездов. Однако 30 мая 2019 года на совместном совещании Министерством транспорта РФ, ОАО «РЖД», мэрией Москвы и Правительством Московской области было принято решение не строить новые радиусы в подмосковные Мытищи, Балашиху и Красногорск, а сосредоточиться на строительстве линий МЦД по этим направлениям.